# セントランドリー郡 (ルイジアナ州)
セントランドリー郡（英: St. Landry Parish）は、アメリカ合衆国ルイジアナ州の中央部に位置する郡である。人口は8万2540人（2020年）。郡庁所在地はオペルーサスであり、同郡で人口最大の町である。州内のクレオール文化とケイジャン文化の中心地である。
セントランドリー郡はオペルーサス小都市圏に属し、また人口60万人超のラファイエット・オペルーサス・モーガンシティ広域都市圏を構成している。

## 歴史

### フランスとスペインによる支配
セントランドリー郡となった地域には少なくとも紀元前10,500年頃から人類が住んでいた。これは古代住居跡の発掘から推計されている。15世紀までに、アパルーサ族インディアンがアチャファライア川とサビーン川（テキサス州との州境）の間に入っていた。アパルーサ族は好戦的な部族であり、その領土を守るために他部族を餌食にしていた。
アパルーサ族の領土に入った最初のヨーロッパ人は、フランス人交易業者ミシェル・ド・ビロットだった。1690年に訪れアパルーサ族と交渉を行った。それから9年後の1699年、フランスはこの領土をルイジアナと名付け、アパルーサ族に占領されていた土地をオペルーサス領土と定義した。オペルーサス領土の南、アチャファライア川、メキシコ湾、バイユー・ネーピーケイで囲まれ、アタカパ族インディアン（東部アタカパ族）が占領していた土地は、アタカパ領土と名付けられた。
1720年、フランスは現在オペルーサス市がある場所のやや北にオペルーサス基地を設立した。そこは発展していく地域の主要な交易拠点になった。さらにフランスはアタカパス領土にアタカパス・ポスト（今日のセントマーティンビル近く）を設立した。フランスは開発を奨励するために兵士や開拓者に土地特許を与えた。開拓者の大半はフランスからの移民だった。伝説に拠れば、ジャン・ジョセフ・ルキントレックとジョセフ・ブレインペインが1740年代初期に地域に入ってきて、オペルーサス族インディアンとの交易で共同事業を始めたとされている。彼等は3人のアフリカ人奴隷を連れてきており、この地域に入った初めてのアフリカ人となった。
インディアンの中には開拓者に土地を売却した者もいた。東部アタカパ族酋長キネモが、1760年にバーミリオン川とバイユー・テシェの間の土地全てをフランス人ガブリエル・フージリエ・ド・ラ・クレールに売却した後、オペルーサス族がアタカパ族（東部アタカパ族）を掃滅した。
フランスは1762年にルイジアナとその領土をスペインに譲り渡した。スペインの統治下で、ルイジアナ南西部を統治する中心地としてオペルーサス・ポストが設立された。1769年にはオペルーサス・ポストに約100家族が住んでいた。1780年から1820年、アタカパ領土、ポイントクーピー領土、さらに東のアチャファライア川地域から新たな開拓者が入ってきた。ハイチすなわちサン＝ドマングが奴隷と自由有色人種による革命で独立した後、フランス領西インド諸島からの移民も加わってきた。新しい開拓者の大半はフランス人、スペイン人、フランス系クレオール人、スペイン系クレオール人、アフリカ人、およびアフリカ系アメリカ人だった。
アタカパ・ポストから来た移民には多くのアカディア人も含まれていた。これらアカディア人は、フランスが七年戦争（北アメリカではフレンチ・インディアン戦争）で敗北した後に、イギリスによって1763年にノバスコシアから追放され、移ってきたフランス人だった。その指導者はジャン＝ジャック・ブレイズ・ダバディだった。ダバデイは1763年から1765年までルイジアナ領土の総督を務めた。1774年にフランス人の町でセントランドリー・カトリック教会が建設され、7世紀のパリ司教聖ランドリーに捧げられた。
1803年にアメリカ合衆国がルイジアナ領土を買収した後の1805年4月10日、オペルーサス・ポストはオペルーサスという町になり、セントランドリー郡の郡庁所在地になった。

### アメリカ合衆国による買収
アメリカ合衆国はルイジアナ買収によって、1803年に領土の支配権を獲得した。南部などアメリカ合衆国各地域のアメリカ人がこの地域に入ってくるようになり、英語を話す人々の大きな集団ができて、英語を一般的に使う必要性が生じた。
セントランドリー郡は1805年4月10日に準州議会の法によって公式に設立され、ルイジアナ州では最大面積の郡となった。この郡はオペルーサス近くにあるカトリック教会に因んで郡名が付けられた。この教会は650年のパリ司教セントランドリーに因んで名付けられていた。セントランドリー郡はオペルーサス領土のほぼ半分、アチャファライア川とサビーン川の間に広がり、ラピッズ郡とバーノン郡、ラファイエット郡とセントマーティン郡に挟まれていた。その後、領域内から6つの新しい郡が設立されたので、面積は減っていった。設立された郡は設立順に、カルカシュー郡、アカディア郡、エヴァンジェリン郡、ジェファーソンデイビス郡、ボーリガード郡、アレン郡である。
1821年、グランドコトーにミシシッピ川より西では2番目の教育機関が設立された。オペルーサスの南にできたアカデミー・オブ・セイクリッドハートであり、フランス系クレオール人が設立したカトリック系私設学校だった。
オペルーサス市はセントランドリー郡ができたときからその郡庁所在地になった。南北戦争の1862年にバトンルージュが北軍の手に落ちた後、オペルーサス市は9か月間州都になっていた。1863年には北軍がオペルーサス市を占領したので、州都はシュリーブポート市に移された。

## 地理
アメリカ合衆国国勢調査局に拠れば、郡域全面積は939平方マイル (2,432 km2)であり、このうち陸地929平方マイル (2,405 km2)、水域は10平方マイル (26 km2)で水域率は1.08％である。

### 主要高規格道路
- 州間高速道路49号線
- アメリカ国道71号線
- アメリカ国道167号線
- アメリカ国道190号線
- ルイジアナ州道10号線
- ルイジアナ州道29号線
- ルイジアナ州道31号線
- ルイジアナ州道35号線

### 隣接する郡
- アボイルズ郡 - 北
- ポイントクーピー郡 - 東
- セントマーティン郡 - 南東
- ラファイエット郡 - 南
- アカディア郡 - 南西
- エヴァンジェリン郡 - 北西

### 国立保護地域
- アチャファライア国立野生生物保護区（部分）
- ジャン・ラフィット国立歴史公園と保存地（部分、ユーニス市内）

## 人口動態
以下は2000年国勢調査による人口統計データである。
| 基礎データ - 人口: 87,700人 - 世帯数: 32,328 世帯 - 家族数: 23,211 家族 - 人口密度: 36人/km2（94人/mi2） - 住居数: 36,216軒 - 住居密度: 15軒/km2（39軒/mi2） 人種別人口構成 - 白人: 56.51% - アフリカン・アメリカン: 42.13% - ネイティブ・アメリカン: 0.14% - アジア人: 0.20% - 太平洋諸島系: 0.01% - その他の人種: 0.31% - 混血: 0.70% - ヒスパニック・ラテン系: 0.91% 言語別人口構成 - フランス語またはケイジャン・フランス語: 16.7% 年齢別人口構成 - 18歳未満: 29.5% - 18-24歳: 9.2% - 25-44歳: 26.5% - 45-64歳: 21.4% - 65歳以上: 13.4% - 年齢の中央値: 35歳 - 性比（女性100人あたり男性の人口） - 総人口: 91.6 - 18歳以上: 86.8 | 世帯と家族（対世帯数） - 18歳未満の子供がいる: 36.1% - 結婚・同居している夫婦: 49.3% - 未婚・離婚・死別女性が世帯主: 17.9% - 非家族世帯: 28.2% - 単身世帯: 25.4% - 65歳以上の老人1人暮らし: 11.4% - 平均構成人数 - 世帯: 2.67人 - 家族: 3.21人 収入と家計 - 収入の中央値 - 世帯: 22,855米ドル - 家族: 28,908米ドル - 性別 - 男性: 29,458米ドル - 女性: 18,473米ドル - 人口1人あたり収入: 12,042米ドル - 貧困線以下 - 対人口: 29.3% - 対家族数: 24.7% - 18歳未満: 37.7% - 65歳以上: 27.5% |

## 都市と町

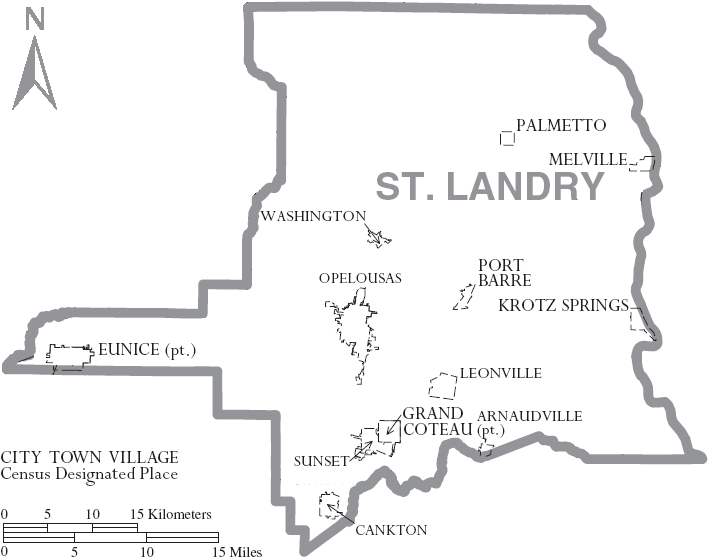
セントランドリー郡図

### 都市
- ユーニス
- オペルーサス - 郡庁所在地

### 町
| - アーノードビル - カンクトン - [グランドコトー - クロツスプリングス - レオンビル | - メルビル - パルメット - ポートバー - サンセット - ワシントン |